# Présidence du Conseil de l'Union européenne
Présidence du Conseil
Ne doit pas être confondu avec Président du Conseil européen.
Présidence polonaise du Conseil de l'Union européenne en 2025 Présidence chypriote du Conseil de l'Union européenne en 2026
La présidence du Conseil de l'Union européenne, ou couramment présidence de l'Union européenne, est une présidence tournante du Conseil de l'Union européenne (ou Conseil des ministres). La présidence du Conseil n'est pas détenue par un président unique mais est exercée par le gouvernement de l'État membre dans son ensemble. Depuis 2007, les présidences se présentent sous la forme de « triplet », c'est-à-dire que celles-ci sont liées par un programme commun pour permettre de maintenir la continuité de l'action politique.
L'article 16(9) du traité sur l'Union européenne dispose :

« La présidence des formations du Conseil, à l'exception de celle des affaires étrangères, est assurée par les représentants des États membres au Conseil selon un système de rotation égale, dans les conditions fixées conformément à l'article 236 du traité sur le fonctionnement de l'Union européenne. Lors d'un conseil des ministres des Affaires étrangères la présidence sera effectuée par le Haut représentant pour les affaires étrangères et la politique de sécurité. »

## Histoire du fonctionnement
Historiquement, la coordination entre les présidences successives était minimale ce qui entraînait ainsi des incohérences entravant le développement de priorités à long terme pour l'Union. La rotation s'effectue tous les six mois jusqu'en 1993, dans l'ordre alphabétique du nom de chaque État membre dans sa langue officielle.
En 1992, l'article 146 du traité de Maastricht a fixé l'ordre pour deux cycles de six ans, selon la même règle pour le premier cycle et en permutant chaque État membre avec son successeur pour un second cycle. L'article 203 du traité d'Amsterdam définit que « la présidence est exercée à tour de rôle par chaque État membre du Conseil pour une durée de six mois selon un ordre fixé par le Conseil, statuant à l'unanimité ». Le traité de Nice reprend cette disposition et une décision du Conseil la reformule ainsi : « L'ordre dans lequel les États membres sont appelés à exercer la présidence du Conseil à partir du 1er janvier 2007 est fixé à l'annexe ».
La situation a changé lorsque l'idée des triplets fut de facto mise en œuvre en 2007. Jusqu'au 31 décembre 2009, le chef d'État ou le chef de gouvernement du pays président le Conseil de l'Union européenne présidait également les sommets européens (Conseils européens) qui ont lieu pendant le semestre et était le président du Conseil européen. Par analogie, il était appelé président du Conseil européen pendant les six mois où son pays présidait le Conseil de l'Union européenne.
Depuis l'entrée en vigueur du traité de Lisbonne, le Conseil européen a un président nommé pour deux ans et demi, nommé le président du Conseil européen. Le 19 novembre 2009, l'ancien premier ministre belge, Herman Van Rompuy est désigné comme premier président du Conseil européen. Il a pris ses fonctions le 1er janvier 2010, même si le traité de Lisbonne a pris effet dès le 1er décembre 2009.
La présidence tournante au Conseil de l'Union européenne continue toutefois à exister séparément.

## Compétences
La présidence du Conseil joue un rôle significatif dans l’organisation des travaux de l’institution, notamment dans l’impulsion du processus de décision législatif et politique. Elle a pour mission d’organiser et de présider les réunions, y compris les nombreux groupes de travail et d’élaborer des compromis.
Le traité de Lisbonne apporte des modifications à la présidence du Conseil de l'Union européenne. En effet, désormais, il est question d'une présidence de trois États durant 18 mois (principe de la troïka). Chaque État exercera les fonctions de présidence de manière égalitaire. Cette procédure devrait permettre une certaine continuité tout en permettant à chaque État d'être à la tête du Conseil de l'Union européenne et ainsi de l'Union européenne. Cette modification ne fait, en fin de compte, qu'institutionnaliser une pratique de fait. Le nouveau traité instaure en outre une présidence du Conseil européen.

## Présidences

### De 1958 à 2006
| Année | Semestre           | État membre détenant la présidence | Ministre responsable              | Site                       |
| ----- | ------------------ | ---------------------------------- | --------------------------------- | -------------------------- |
| 1958  | janvier - juin     | Belgique                           | Victor Larock                     | —                          |
| 1958  | juillet - décembre | Allemagne de l'Ouest               | Siegfried Balke                   | —                          |
| 1959  | janvier - juin     | France                             | Maurice Couve de Murville         | —                          |
| 1959  | juillet - décembre | Italie                             | Giuseppe Pella                    | —                          |
| 1960  | janvier - juin     | Luxembourg                         | Eugène Schaus                     | —                          |
| 1960  | juillet - décembre | Pays-Bas                           | Joseph Luns                       | —                          |
| 1961  | janvier - juin     | Belgique                           | Paul-Henri Spaak                  | —                          |
| 1961  | juillet - décembre | Allemagne de l'Ouest               | Gerhard Schröder                  | —                          |
| 1962  | janvier - juin     | France                             | Maurice Couve de Murville         | —                          |
| 1962  | juillet - décembre | Italie                             | Emilio Colombo                    | —                          |
| 1963  | janvier - juin     | Luxembourg                         | Eugène Schaus                     | —                          |
| 1963  | juillet - décembre | Pays-Bas                           | Joseph Luns                       | —                          |
| 1964  | janvier - juin     | Belgique                           | Hendrik Fayat                     | —                          |
| 1964  | juillet - décembre | Allemagne de l'Ouest               | Gerhard Schröder                  | —                          |
| 1965  | janvier - juin     | France                             | Maurice Couve de Murville         | —                          |
| 1965  | juillet - décembre | Italie                             | Amintore Fanfani                  | —                          |
| 1966  | janvier - juin     | Luxembourg                         | Pierre Werner                     | —                          |
| 1966  | juillet - décembre | Pays-Bas                           | Barend Biesheuvel                 | —                          |
| 1967  | janvier - juin     | Belgique                           | Renaat Van Elslande               | —                          |
| 1967  | juillet - décembre | Allemagne de l'Ouest               | Willy Brandt                      | —                          |
| 1968  | janvier - juin     | France                             | Maurice Couve de Murville         | —                          |
| 1968  | juillet - décembre | Italie                             | Giuseppe Medici                   | —                          |
| 1969  | janvier - juin     | Luxembourg                         | Pierre Grégoire                   | —                          |
| 1969  | juillet - décembre | Pays-Bas                           | Joseph Luns                       | —                          |
| 1970  | janvier - juin     | Belgique                           | Pierre Harmel                     | —                          |
| 1970  | juillet - décembre | Allemagne de l'Ouest               | Walter Scheel                     | —                          |
| 1971  | janvier - juin     | France                             | Maurice Schumann                  | —                          |
| 1971  | juillet - décembre | Italie                             | Aldo Moro                         | —                          |
| 1972  | janvier - juin     | Luxembourg                         | Gaston Thorn                      | —                          |
| 1972  | juillet - décembre | Pays-Bas                           | Norbert Schmelzer                 | —                          |
| 1973  | janvier - juin     | Belgique                           | Pierre Harmel                     | —                          |
| 1973  | juillet - décembre | Danemark                           | Ivar Nørgaard                     | —                          |
| 1974  | janvier - juin     | Allemagne de l'Ouest               | Walter Scheel                     | —                          |
| 1974  | juillet - décembre | France                             | Jean Sauvagnargues                | —                          |
| 1975  | janvier - juin     | Irlande                            | Garret FitzGerald                 | —                          |
| 1975  | juillet - décembre | Italie                             | Mariano Rumor                     | —                          |
| 1976  | janvier - juin     | Luxembourg                         | Gaston Thorn                      | —                          |
| 1976  | juillet - décembre | Pays-Bas                           | Max van der Stoel                 | —                          |
| 1977  | janvier - juin     | Royaume-Uni                        | Anthony Crosland, puis David Owen | —                          |
| 1977  | juillet - décembre | Belgique                           | Henri Simonet                     | —                          |
| 1978  | janvier - juin     | Danemark                           | Knud Børge Andersen               | —                          |
| 1978  | juillet - décembre | Allemagne de l'Ouest               | Hans-Dietrich Genscher            | —                          |
| 1979  | janvier - juin     | France                             | Jean François-Poncet              | —                          |
| 1979  | juillet - décembre | Irlande                            | Michael O'Kennedy                 | —                          |
| 1980  | janvier - juin     | Italie                             | Attilio Ruffini                   | —                          |
| 1980  | juillet - décembre | Luxembourg                         | Colette Flesch                    | —                          |
| 1981  | janvier - juin     | Pays-Bas                           | Chris van der Klaauw              | —                          |
| 1981  | juillet - décembre | Royaume-Uni                        | Peter Carington                   | —                          |
| 1982  | janvier - juin     | Belgique                           | Léo Tindemans                     | —                          |
| 1982  | juillet - décembre | Danemark                           | Uffe Ellemann-Jensen              | —                          |
| 1983  | janvier - juin     | Allemagne de l'Ouest               | Hans-Dietrich Genscher            | —                          |
| 1983  | juillet - décembre | Grèce                              | Grigóris Várfis                   | —                          |
| 1984  | janvier - juin     | France                             | Roland Dumas                      | —                          |
| 1984  | juillet - décembre | Irlande                            | Peter Barry                       | —                          |
| 1985  | janvier - juin     | Italie                             | Giulio Andreotti                  | —                          |
| 1985  | juillet - décembre | Luxembourg                         | Jacques Poos                      | —                          |
| 1986  | janvier - juin     | Pays-Bas                           | Hans van den Broek                | —                          |
| 1986  | juillet - décembre | Royaume-Uni                        | Geoffrey Howe                     | —                          |
| 1987  | janvier - juin     | Belgique                           | Léo Tindemans                     | —                          |
| 1987  | juillet - décembre | Danemark                           | Uffe Ellemann-Jensen              | —                          |
| 1988  | janvier - juin     | Allemagne de l'Ouest               | Hans-Dietrich Genscher            | —                          |
| 1988  | juillet - décembre | Grèce                              | Theodoros Pangalos                | —                          |
| 1989  | janvier - juin     | Espagne                            | Francisco Fernández Ordóñez       | —                          |
| 1989  | juillet - décembre | France                             | Roland Dumas                      | —                          |
| 1990  | janvier - juin     | Irlande                            | Gerard Collins                    | —                          |
| 1990  | juillet - décembre | Italie                             | Gianni De Michelis                | —                          |
| 1991  | janvier - juin     | Luxembourg                         | Jacques Poos                      | —                          |
| 1991  | juillet - décembre | Pays-Bas                           | Hans van den Broek                | —                          |
| 1992  | janvier - juin     | Portugal                           | João de Deus Pinheiro             | —                          |
| 1992  | juillet - décembre | Royaume-Uni                        | Douglas Hurd                      | —                          |
| 1993  | janvier - juin     | Danemark                           | Poul Nyrup Rasmussen              | —                          |
| 1993  | juillet - décembre | Belgique                           | Willy Claes                       | —                          |
| 1994  | janvier - juin     | Grèce                              | Károlos Papoúlias                 | —                          |
| 1994  | juillet - décembre | Allemagne                          | Klaus Kinkel                      | —                          |
| 1995  | janvier - juin     | France                             | Alain Juppé                       | —                          |
| 1995  | juillet - décembre | Espagne                            | Javier Solana                     | —                          |
| 1996  | janvier - juin     | Italie                             | Lamberto Dini                     | —                          |
| 1996  | juillet - décembre | Irlande                            | Dick Spring                       | —                          |
| 1997  | janvier - juin     | Pays-Bas                           | Hans van Mierlo                   | —                          |
| 1997  | juillet - décembre | Luxembourg                         | Jacques Poos                      | —                          |
| 1998  | janvier - juin     | Royaume-Uni                        | Robin Cook                        | presid.fco.gov.uk          |
| 1998  | juillet - décembre | Autriche                           | Wolfgang Schüssel                 | presidency.gv.at (archive) |
| 1999  | janvier - juin     | Allemagne                          | Joschka Fischer                   | —                          |
| 1999  | juillet - décembre | Finlande                           | Tarja Halonen                     | presidency.finland.fi      |
| 2000  | janvier - juin     | Portugal                           | Jaime Gama                        | —                          |
| 2000  | juillet - décembre | France                             | Hubert Védrine                    | —                          |
| 2001  | janvier - juin     | Suède                              | Anna Lindh                        | eu2001.se (Archive)        |
| 2001  | juillet - décembre | Belgique                           | Louis Michel                      | eu2001.be                  |
| 2002  | janvier - juin     | Espagne                            | Josep Piqué i Camps               | ue2002.es                  |
| 2002  | juillet - décembre | Danemark                           | Per Stig Møller                   | eu2002.dk                  |
| 2003  | janvier - juin     | Grèce                              | Georges Papandréou                | eu2003.gr                  |
| 2003  | juillet - décembre | Italie                             | Franco Frattini                   | eu2003.it                  |
| 2004  | janvier - juin     | Irlande                            | Brian Cowen                       | eu2004.ie                  |
| 2004  | juillet - décembre | Pays-Bas                           | Ben Bot                           | eu2004.nl                  |
| 2005  | janvier - juin     | Luxembourg                         | Jean Asselborn                    | eu2005.lu                  |
| 2005  | juillet - décembre | Royaume-Uni                        | Jack Straw et Douglas Alexander   | eu2005.gov.uk              |
| 2006  | janvier - juin     | Autriche                           | Ursula Plassnik                   | eu2006.at                  |
| 2006  | juillet - décembre | Finlande                           | Erkki Tuomioja                    | eu2006.fi                  |

### Depuis 2007: système des «triplets»
Sur décision du Conseil de l'Union européenne le 1er janvier 2007, le roulement dans la présidence du Conseil de l'Union européenne a été modifié pour que tous les nouveaux États membres de l'UE, à la suite de son élargissement de 2004 et 2007, puissent assumer la présidence sans devoir attendre de longues années.
En 2009, un système de présidence tripartie est institué pour rationaliser les activités du Conseil. Ainsi, durant 18 mois les trois États qui vont exercer successivement la présidence doivent avoir un programme commun qui sera soumis à l'approbation du Conseil « Affaires générales et relations extérieures » (les deux formations ont été dissociées depuis).
Les ministres responsables de conduire en pratique l'action du pays assurant la présidence sont sauf rare exception le ministre des Affaires étrangères et le ministre ou secrétaire d'État aux Affaires européennes.
| Triplet | Année | Semestre           | État membre détenant la présidence | Ministre responsable                                       | Site                    |
| ------- | ----- | ------------------ | ---------------------------------- | ---------------------------------------------------------- | ----------------------- |
| T1      | 2007  | janvier - juin     | Allemagne                          | Frank-Walter Steinmeier                                    | eu2007.de               |
| T1      | 2007  | juillet - décembre | Portugal                           | Luís Amado                                                 | eu2007.pt               |
| T1      | 2008  | janvier - juin     | Slovénie                           | Dimitrij Rupel                                             | eu2008.si               |
| T2      | 2008  | juillet - décembre | France                             | Bernard Kouchner et Jean-Pierre Jouyet puis Bruno Le Maire | ue2008.fr               |
| T2      | 2009  | janvier - juin     | Tchéquie                           | Alexandr Vondra puis Štefan Füle                           | eu2009.cz               |
| T2      | 2009  | juillet - décembre | Suède                              | Carl Bildt et Cecilia Malmström                            | se2009.eu               |
| T3      | 2010  | janvier - juin     | Espagne                            | Miguel Ángel Moratinos et Diego López Garrido              | eu2010.es               |
| T3      | 2010  | juillet - décembre | Belgique                           | Steven Vanackere et Olivier Chastel                        | eu2010.be               |
| T3      | 2011  | janvier - juin     | Hongrie                            | János Martonyi                                             | eu2011.hu               |
| T4      | 2011  | juillet - décembre | Pologne                            | Radosław Sikorski                                          | pl2011.eu               |
| T4      | 2012  | janvier - juin     | Danemark                           | Villy Søvndal et Nicolai Wammen                            | eu2012.dk               |
| T4      | 2012  | juillet - décembre | Chypre                             | Erató Kozákou-Markoullí et Andréas Mavroyiánnis            | cy2012.eu               |
| T5      | 2013  | janvier - juin     | Irlande                            | Eamon Gilmore                                              | eu2013.ie               |
| T5      | 2013  | juillet - décembre | Lituanie                           | Linas Antanas Linkevičius                                  | eu2013.lt               |
| T5      | 2014  | janvier - juin     | Grèce                              | Evangélos Vénizélos                                        | Past greek presidencies |
| T6      | 2014  | juillet - décembre | Italie                             | Federica Mogherini, puis Paolo Gentiloni                   | italia2014.eu           |
| T6      | 2015  | janvier - juin     | Lettonie                           | Edgars Rinkēvičs                                           | eu2015.lv               |
| T6      | 2015  | juillet - décembre | Luxembourg                         | Jean Asselborn                                             | eu2015lu.eu             |
| T7      | 2016  | janvier - juin     | Pays-Bas                           | Bert Koenders                                              | eu2016.nl               |
| T7      | 2016  | juillet - décembre | Slovaquie                          | Miroslav Lajčák                                            | eu2016.sk               |
| T7      | 2017  | janvier - juin     | Malte                              | George Vella                                               | eu2017.mt               |
| T8      | 2017  | juillet - décembre | Estonie                            | Sven Mikser                                                | eu2017.ee               |
| T8      | 2018  | janvier - juin     | Bulgarie                           | Ekaterina Zakharieva                                       | eu2018bg.bg             |
| T8      | 2018  | juillet - décembre | Autriche                           | Karin Kneissl                                              | eu2018.at               |
| T9      | 2019  | janvier - juin     | Roumanie                           | Teodor Meleșcanu                                           | romania2019.eu          |
| T9      | 2019  | juillet - décembre | Finlande                           | Pekka Haavisto                                             | eu2019.fi               |
| T9      | 2020  | janvier - juin     | Croatie                            | Gordan Grlić Radman                                        | eu2020.hr/              |
| T10     | 2020  | juillet - décembre | Allemagne                          | Heiko Maas                                                 | eu2020.de               |
| T10     | 2021  | janvier - juin     | Portugal                           | Augusto Santos Silva                                       | 2021portugal.eu         |
| T10     | 2021  | juillet - décembre | Slovénie                           | Anže Logar                                                 | si2021.eu               |
| T11     | 2022  | janvier - juin     | France                             | Clément Beaune                                             | europe2022.fr           |
| T11     | 2022  | juillet - décembre | Tchéquie                           | Jan Lipavský                                               | eu2022.cz               |
| T11     | 2023  | janvier - juin     | Suède                              | Jessika Roswall                                            | sweden2023.eu           |
| T12     | 2023  | juillet-décembre   | Espagne                            | José Manuel Albares                                        | eu2023.es               |
| T12     | 2024  | janvier - juin     | Belgique                           | Hadja Lahbib                                               | belgium24.eu            |
| T12     | 2024  | juillet - décembre | Hongrie                            | Péter Szijjártó et János Bóka                              | hungary24.eu            |
| T13     | 2025  | janvier - juin     | Pologne                            | Adam Szłapka                                               | poland25.eu             |
| T13     | 2025  | juillet - décembre | Danemark                           | Marie Bjerre                                               | eu2025.dk               |
| T13     | 2026  | janvier - juin     | Chypre                             |                                                            | -                       |
| T14     | 2026  | juillet - décembre | Irlande                            |                                                            | -                       |
| T14     | 2027  | janvier - juin     | Lituanie                           |                                                            | -                       |
| T14     | 2027  | juillet - décembre | Grèce                              |                                                            | -                       |
| T15     | 2028  | janvier - juin     | Italie                             |                                                            | -                       |
| T15     | 2028  | juillet - décembre | Lettonie                           |                                                            | -                       |
| T15     | 2029  | janvier - juin     | Luxembourg                         |                                                            | -                       |
| T16     | 2029  | juillet - décembre | Pays-Bas                           |                                                            | -                       |
| T16     | 2030  | janvier - juin     | Slovaquie                          |                                                            | -                       |
| T16     | 2030  | juillet - décembre | Malte                              |                                                            | -                       |

### Présidences par pays
Le Royaume-Uni renonce à prendre en charge la présidence semestrielle tournante du Conseil de l'Union européenne qui lui incombe en 2017 dans un contexte de sortie éventuelle de l'Union européenne.
| États membres | Date d'adhésion | Nombre de présidences | Présidence | Présidence suivante |
| ------------- | --------------- | --------------------- | --- | ------------------- |
| Allemagne     | 1957            | 13                    | 1958 (semestre 2) 1961 (semestre 2) 1964 (semestre 2) 1967 (semestre 2) 1970 (semestre 2) 1974 (semestre 1) 1978 (semestre 2) 1983 (semestre 1) 1988 (semestre 1) 1994 (semestre 2) 1999 (semestre 1) 2007 (semestre 1) 2020 (semestre 2) | 2034 (semestre 1)   |
| Autriche      | 1995            | 3                     | 1998 (semestre 2) 2006 (semestre 1) 2018 (semestre 2) | 2032 (semestre1)    |
| Belgique      | 1957            | 13                    | 1958 (semestre 1) 1961 (semestre 1) 1964 (semestre 1) 1967 (semestre 1) 1970 (semestre 1) 1973 (semestre 1) 1977 (semestre 2) 1982 (semestre 1) 1987 (semestre 1) 1993 (semestre 2) 2001 (semestre 2) 2010 (semestre 2) 2024 (semestre 1) | 2037 (semestre 2)   |
| Bulgarie      | 2007            | 1                     | 2018 (semestre 1) | 2031 (semestre 2)   |
| Chypre        | 2004            | 1                     | 2012 (semestre 2) | 2026 (semestre 1)   |
| Croatie       | 2013            | 1                     | 2020 (semestre 1) | 2033 (semestre 2)   |
| Danemark      | 1973            | 7                     | 1973 (semestre 2) 1978 (semestre 1) 1982 (semestre 2) 1987 (semestre 2) 1993 (semestre 1) 2002 (semestre 2) 2012 (semestre 2) 2025 (semestre 2)                                                                                           | 2039 (semestre 1)   |
| Espagne       | 1986            | 5                     | 1989 (semestre 1) 1995 (semestre 2) 2002 (semestre 1) 2010 (semestre 1) 2023 (semestre 2) | 2037 (semestre 1)   |
| Estonie       | 2004            | 1                     | 2017 (semestre 2) | 2031 (semestre 1)   |
| Finlande      | 1995            | 3                     | 1999 (semestre 2) 2006 (semestre 2) 2019 (semestre 2) | 2033 (semestre 1)   |
| France        | 1957            | 13                    | 1959 (semestre 1) 1962 (semestre 1) 1965 (semestre 1) 1968 (semestre 1) 1971 (semestre 1) 1974 (semestre 2) 1979 (semestre 1) 1984 (semestre 1) 1989 (semestre 2) 1995 (semestre 1) 2000 (semestre 2) 2008 (semestre 2) 2022 (semestre 1) | 2035 (semestre 2)   |
| Grèce         | 1981            | 5                     | 1983 (semestre 2) 1988 (semestre 2) 1994 (semestre 1) 2003 (semestre 1) 2014 (semestre 1) | 2027 (semestre 2)   |
| Hongrie       | 2004            | 2                     | 2011 (semestre 1) 2024 (semestre 2) | 2038 (semestre 1)   |
| Irlande       | 1973            | 7                     | 1975 (semestre 1) 1979 (semestre 2) 1984 (semestre 2) 1990 (semestre 1) 1996 (semestre 2) 2004 (semestre 1) 2013 (semestre 1) | 2026 (semestre 2)   |
| Italie        | 1957            | 12                    | 1959 (semestre 2) 1962 (semestre 2) 1965 (semestre 2) 1968 (semestre 2) 1971 (semestre 2) 1975 (semestre 2) 1980 (semestre 1) 1985 (semestre 1) 1990 (semestre 2) 1996 (semestre 1) 2003 (semestre 2) 2014 (semestre 2)                   | 2028 (semestre 1)   |
| Lettonie      | 2004            | 1                     | 2015 (semestre 1) | 2028 (semestre 2)   |
| Lituanie      | 2004            | 1                     | 2013 (semestre 2) | 2027 (semestre 1)   |
| Luxembourg    | 1957            | 12                    | 1960 (semestre 1) 1963 (semestre 1) 1966 (semestre 1) 1969 (semestre 1) 1972 (semestre 1) 1976 (semestre 1) 1980 (semestre 2) 1985 (semestre 2) 1991 (semestre 1) 1997 (semestre 2) 2005 (semestre 1) 2015 (semestre 2)                   | 2029 (semestre 1)   |
| Malte         | 2004            | 1                     | 2017 (semestre 1) | 2030 (semestre 2)   |
| Pays-Bas      | 1957            | 12                    | 1960 (semestre 2) 1963 (semestre 2) 1966 (semestre 2) 1969 (semestre 2) 1972 (semestre 2) 1976 (semestre 2) 1981 (semestre 1) 1986 (semestre 1) 1991 (semestre 2) 1997 (semestre 1) 2004 (semestre 2) 2016 (semestre 1)                   | 2029 (semestre 2)   |
| Pologne       | 2004            | 1                     | 2011 (semestre 2) 2025 (semestre 1) | 2038 (semestre 2)   |
| Portugal      | 1986            | 4                     | 1992 (semestre 1) 2000 (semestre 1) 2007 (semestre 2) 2021 (semestre 1) | 2034 (semestre 2)   |
| Roumanie      | 2007            | 1                     | 2019 (semestre 1) | 2032 (semestre 2)   |
| Royaume-Uni   | 1973            | 6                     | 1977 (semestre 1) 1981 (semestre 2) 1986 (semestre 2) 1992 (semestre 2) 1998 (semestre 1) 2005 (semestre 2) | –                   |
| Slovaquie     | 2004            | 1                     | 2016 (semestre 2) | 2030 (semestre 1)   |
| Slovénie      | 2004            | 2                     | 2008 (semestre 1) 2021 (semestre 2) | 2035 (semestre 1)   |
| Suède         | 1995            | 2                     | 2001 (semestre 1) 2009 (semestre 2) 2023 (semestre 1) | 2036 (semestre 2)   |
| Tchéquie      | 2004            | 2                     | 2009 (semestre 1) 2022 (semestre 2) | 2036 (semestre 1)   |